# 日本陸上競技選手権大会・室内競技
日本陸上競技選手権大会・室内競技（にほんりくじょうきょうぎせんしゅけんたいかい-しつないきょうぎ）は、2020年から2025年まで大阪城ホールで開催されていた室内の陸上競技大会である。

## 沿革
かつて日本初の室内陸上競技大会として日本室内陸上競技選手権大会が催されていた。しかし1963年の第3回大会を最後に終了、以後シニアの室内競技の日本選手権は開催されていなかった。
2019年に、U20日本室内陸上競技大阪大会から日本室内陸上競技大阪大会に大会名を変更し、シニアの一部種目がオープン種目として行われた。
2020年の日本室内陸上競技大阪大会はシニアの部を設け、シニアの部に限り「第 103 回日本陸上競技選手権大会・室内競技」として開催することが決定された。57年振りに日本室内選手権が復活することとなった。
しかし、トラックボード等の仮設の競技施設が老朽化してきたため安全性や施設維持のための費用がかかること、加えて同時期に日本国外での室内競技会に出場する選手が多いことを踏まえ、2025年3月26日の日本陸上競技連盟の理事会で2025年の大会をもって当大会の終了を発表した。

## 大会一覧
| 回数    | 開催日程             | 開催会場     |
| ------- | -------------------- | ------------ |
| 第103回 | 2020年2月1日 - 2日   | 大阪城ホール |
| 第104回 | 2021年3月17日 - 18日 | 大阪城ホール |
| 第105回 | 2022年3月12日 - 13日 | 大阪城ホール |
| 第106回 | 2023年2月4日 - 5日   | 大阪城ホール |
| 第107回 | 2024年2月3日 - 4日   | 大阪城ホール |
| 第108回 | 2025年2月1日 - 2日   | 大阪城ホール |

## 実施種目
- 60m
- 60mハードル

- 走高跳
- 棒高跳
- 走幅跳
- 三段跳

トラック競技・フィールド競技の男女各6種目計12種目が実施される。

## 出場資格
2019年現在、日本国籍を有する日本陸連登録競技者（日本で生まれ育った外国籍競技者を含む）でいずれかの条件を満たす必要がある。
- 参加標準記録を指定期間内に突破する
- 日本陸連強化委員会の推薦を受ける

など。ただしエントリー人数に上限を設けており、上限を超えた種目は資格記録ランキング上位者から順に出場権を得る。